# John Otto

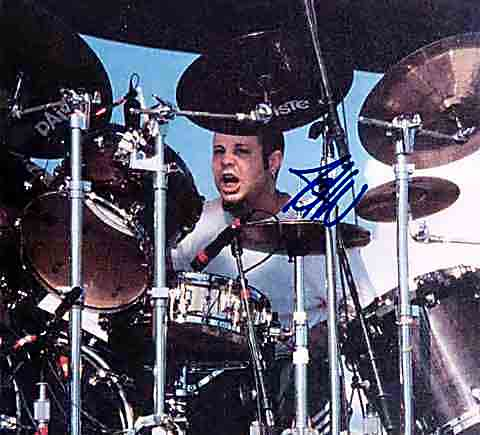
John Otto

John Everett Otto, född 22 mars 1977 i Jacksonville, Florida, är en amerikansk trummis och medlem i rapmetalbandet Limp Bizkit. Han är kusin till basisten i samma band, Sam Rivers.